# Traducir (Apple)
Traducir es una aplicación de iOS para traducción  desarrollada por Apple para sus dispositivos iOS. Introducida el 22 de junio de 2020, funciona como un servicio para traducir oraciones o texto hablado, y admite inglés, chino mandarín, francés, alemán, español, italiano, japonés, coreano, árabe, portugués y ruso. Todas las traducciones se procesan a través del motor neuronal del dispositivo y, como tal, se pueden usar sin conexión. El lanzamiento público oficial de la aplicación está programado para fines de septiembre o principios de octubre.
La aplicación se anunció durante la Conferencia Mundial de Desarrolladores de Apple de 2020 y se planea estará instalada en todos los iPhones actualizados a iOS 14.